# Marián Kopčan
Marián Kopčan (* 2. června 1958, Nová Baňa) je bývalý československý fotbalový obránce. Po skončení aktivní kariéry působí jako trenér mládeže.

## Fotbalová kariéra
V československé lize hrál za Spartak Trnava. Nastoupil v 219 ligových utkáních a dal 9 gólů. Vítěz Československého poháru v roce 1986. V Poháru vítězů pohárů nastoupil ve 2 utkáních.

## Ligová bilance
| Ročník                                   | Zápasy | Góly | Minuty | Klub               |
| ---------------------------------------- | ------ | ---- | ------ | ------------------ |
| 1. československá fotbalová liga 1979/80 | 22     | 2    | 1861   | Spartak TAZ Trnava |
| 1. československá fotbalová liga 1980/81 | 25     | 1    | 2205   | Spartak TAZ Trnava |
| 1. československá fotbalová liga 1981/82 | 29     | 2    | 2610   | Spartak TAZ Trnava |
| 1. československá fotbalová liga 1982/83 | 25     | 1    | 2250   | Spartak TAZ Trnava |
| 1. československá fotbalová liga 1983/84 | 27     | 0    | 2430   | Spartak TAZ Trnava |
| 1. československá fotbalová liga 1984/85 | 18     | 1    | 1530   | Spartak TAZ Trnava |
| 1. československá fotbalová liga 1985/86 | 28     | 0    | 2507   | Spartak TAZ Trnava |
| 1. československá fotbalová liga 1986/87 | 29     | 2    | 2489   | Spartak TAZ Trnava |
| 1. československá fotbalová liga 1987/88 | 16     | 0    | 1062   | Spartak TAZ Trnava |
| CELKEM                                   | 219    | 9    | 18944  |                    |